# توماسو رينالدي
توماسو رينالدي (بالإيطالية: Tommaso Rinaldi)‏ هو غطاس إيطالي، ولد في 18 يناير 1991 في روما في إيطاليا.

## وصلات خارجية
- توماسو رينالدي على موقع الاتحاد الدولي للسباحة (الإنجليزية)
- توماسو رينالدي على موقع اللجنة الأولمبية الدولية (الإنجليزية)
- توماسو رينالدي على موقع أوليمبيديا (الإنجليزية)